# 双袋兰
双袋兰（学名：Disperis siamensis）为兰科双袋兰属下的一个种。种加名 siamensis 意为“暹罗的”。